# Johannes Wessmark
Johannes Wessmark, född 25 september 1962 i Karlstad, är en svensk målare.
Han är fotorealist och har bland andra Ralph Goings och Richard Estes som inspirationskällor. Wessmark är autodidakt men har arbetat som reklamillustratör 1987–2009. Han är medlem av Värmlands konstnärsförbund. Han har även varit medlem i International Guild of Realism.
Wessmarks konst är inköpt av bl.a European Museum of Modern Art i Barcelona, The Count Ibex Collection i New York, och många privata konstsamlare. Han är representerad av Plus One Gallery i London och Mash Gallery i Los Angeles. 
Han är gift med konstnären Annika Wessmark, tidigare Strömberg.